# 브라운 소스

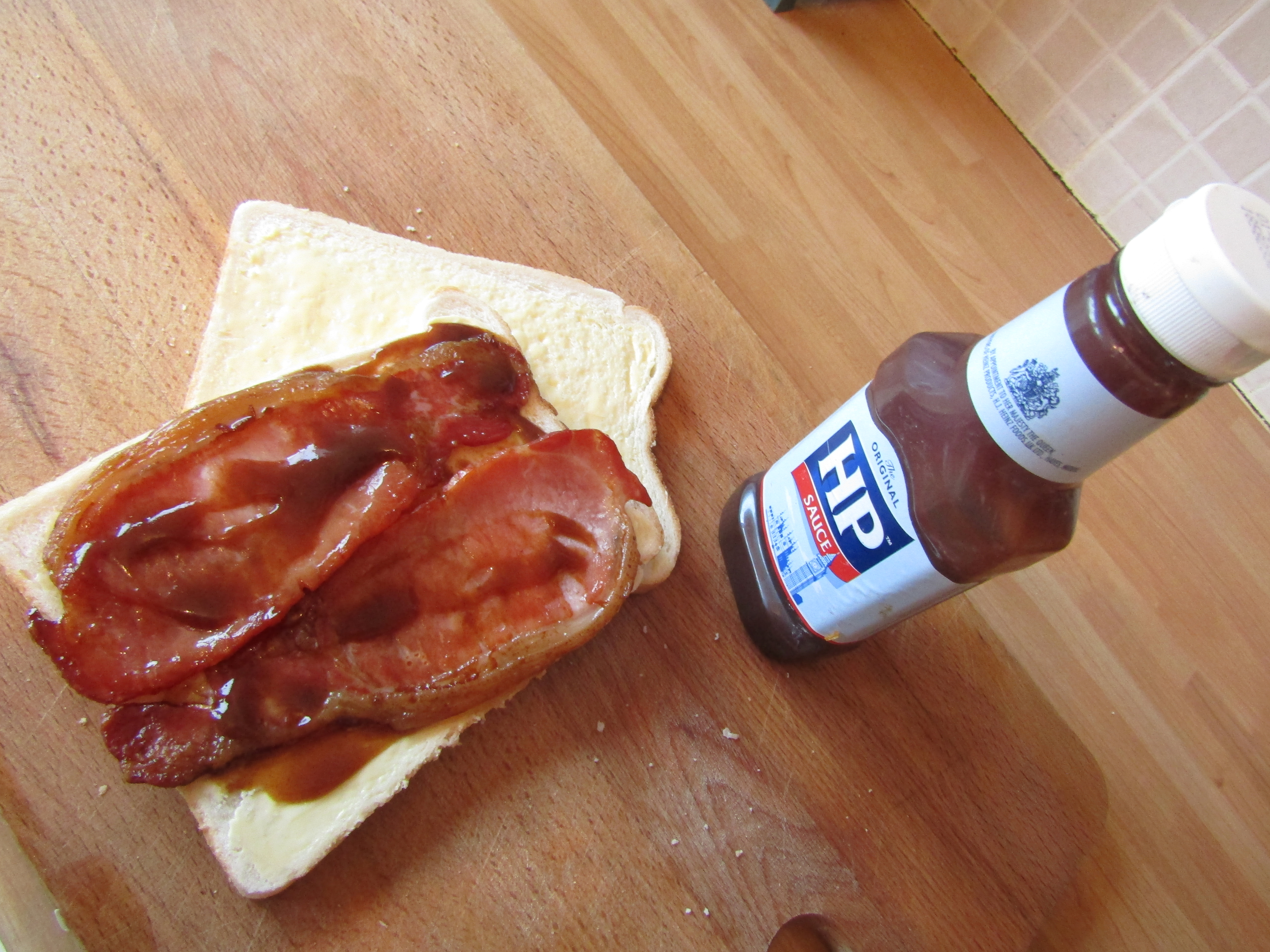
베이컨 샌드위치 위에 발린 HP 소스

브라운 소스(Brown sauce)는 일반적으로 영국과 아일랜드에서 음식과 함께 제공되는 조미료로 일반적으로 짙은 갈색이다. 맛은 우스터셔 소스와 비슷한 후추 맛으로 시큼하거나 달콤하다.
브라운 소스는 일반적으로 풀 브렉퍼스트, 베이컨 샌드위치, 칩과 같은 식사와 함께 먹는다.
맥아 식초(또는 물)와 단순히 소스 또는 치피 소스로 알려진 브라운 소스의 조합은 스코틀랜드 에딘버러의 피쉬 앤 칩스에서 인기가 있다.

## 역사
최초의 갈색 소스는 1890년대 노팅엄셔에서 프레더릭 깁슨 가르텐(Frederick Gibson Garten)이 영국에서 발명한 HP 소스였다. 또 다른 주장에 따르면 초기 브라운 소스는 1850년대에 데이비드 호가 레스터셔에서 만들었으며, 그는 자신의 레시피를 가르텐에 판매했다.
요크셔 렐리쉬(Yorkshire Relish)라는 또 다른 소스는 브라운 소스와 비슷한 스타일로 1837년 영국 리즈(Leeds)에서 시작되었으며 오늘날 영국에서는 상대적으로 알려지지 않았다.
에일, 와인, 케첩, 후추, 버터로 구성된 "스테이크용 소스" 레시피는 런던에서 출판된 잉글리시 쿠커리(English Cookery)라는 제목의 1843년 요리책에 등장했다.

## 대중성
시장 조사 회사인 민텔(Mintel)에 따르면 2013년에서 2014년 사이에 영국의 브라운 소스 판매는 약 19% 감소했지만 여전히 매년 1,300만 kg(2,900만 파운드) 이상이 소비된다.